# Tengoku no eki
Pour plus de détails, voir Fiche technique et Distribution.
Tengoku no eki (天国の駅) est un film japonais réalisé par Masanobu Deme, sorti en 1984.

## Synopsis
Kayo Hayashiba, 32 ans, pratique le yūki-tsumugi et vit avec son mari revenu paralysé de la guerre. Le mariage ne peut donc pas être consommé. Kayo se rapproche d'un officier de police nommé Hashimoto.

## Fiche technique
- Titre : Tengoku no eki
- Titre original : 天国の駅
- Titres anglais : Station to Heaven, Heaven Station
- Réalisation : Masanobu Deme
- Scénario : Akira Hayasaka
- Musique : Makoto Yano
- Photographie : Masahiko Iimura
- Montage : Kiyoaki Saitō
- Décors : Shūji Nakamura
- Société de production : Toei Company
- Pays de production :  Japon
- Langue originale : japonais
- Format : couleur - 2,35:1 - 35 mm
- Genre : drame
- Durée : 133 minutes
- Dates de sortie : 
  - Japon : 9 juin 1984[1]

## Distribution
- Sayuri Yoshinaga : Kayo Hayashiba
- Toshiyuki Nishida : Tagawa
- Tomokazu Miura : Kōichi Hashimoto
- Kimie Shingyōji : Sachiko
- Kayoko Shiraishi : Tatsue Fukumi
- Midori Yamamoto : Haruko
- Hirohisa Nakata : Samukawa
- Nobuyoshi Araki : le photographe
- Katsuo Nakamura : Eizō Hayashiba
- Masahiko Tsugawa : Kōji Fukumi

## Distinctions
Sauf indication contraire, les informations mentionnées dans cette section peuvent être confirmées par la base de données cinématographiques IMDb,  présente dans la section « Liens externes ».

### Récompenses
- Japan Academy Prize 1985 : meilleure actrice pour Sayuri Yoshinaga (conjointement avec sa performance dans Ohan)[2]
- Kinema Junpō Awards 1985 : meilleure actrice pour Sayuri Yoshinaga (conjointement avec sa performance dans Ohan)[3]
- Prix du film Mainichi 1985 : meilleure actrice pour Sayuri Yoshinaga (conjointement avec sa performance dans Ohan)[4]
- Prix Hōchi du cinéma 1984 : meilleure actrice pour Sayuri Yoshinaga (conjointement avec sa performance dans Ohan)[5]

### Nominations
- Japan Academy Prize 1985 : meilleur film, meilleur scénario pour Akira Hayasaka, meilleur acteur dans un second rôle pour Toshiyuki Nishida, meilleure photographie pour Masahiko Iimura, meilleurs éclairages pour Yoshio Kobayashi, meilleurs décors pour Shūji Nakamura et meilleur son pour Kōichi Hayashi[2]